# Hroznový úval
Hroznový úval podle biblického podání v Sd 16:4 je domovem Dalily. Zeměpisně se jedná o Vádí al-Sarar, údolí ležící mezi Jeruzalémem a Středozemním mořem. O Hroznovém úvalu se shodně zmiňují Eusebius a Jeroným.
V Kralické bibli se nazývá údolí Sorek, Adolf Novotný uvádí nejistý význam "vybrané víno".